# Флотаційна машина з циклонними аераторами

Схема циклонної флотомашини.
1 — флотаційна камера; 2 — відцентровий насос; 3 — циклонний аератор; 4 — приймальний карман; 5 — хвостовий карман.

Флотаційна машина з циклонними аераторами — пневмогідравлічна флотаційна машина, відрізняється відносно простою конструкцією, відсутністю рухомих частин і задовільними технологічними показниками.
Флотаційна машина складається з камери 1, відцентрового насоса 2 і циклонних аераторів 3. Підготовлена пульпа з реагентами надходить у приймальне відділення 4 машини і рухається поздовж камери в напрямку хвостового кармана 5. Частина камерного продукту (20—30 % від вихідного) відбирається насосом 2 і спрямовується по трубопроводу як рециркуляційний потік під тиском 14,7×104 Па до аератора.
В аератор, який має форму напівсфери, суміш вводиться тангенціально до його внутрішньої поверхні. Нижня частина циклонного аератора — плоске днище з вихровим отвором, через який потік пульпи, що швидко обертається, спрямовується в камеру.
До місця виходу струменя пульпи зверху подається повітря під тиском 1×104 Па і, таким чином, відбувається змішування й утворення пульпо-повітряної суміші. Вихровий отвір забезпечується змінними насадками різної форми і розміру для регулювання продуктивності аератора по пульпі та ступеня насичення її повітрям.
Недоліки машини полягають у зміні технологічних параметрів при зносі деталей аератора, а також у необхідності застосування насосів і повітродувок.